# Rynek w Pruchniku
Rynek w Pruchniku – centralny plac miejski Pruchnika w województwie podkarpackim. Stanowi przykład małomiasteczkowego rynku o indywidualnym charakterze. Jest centrum układu przestrzennego miasta ze znacznym udziałem zabudowy rozluźnionej, w wyniku powstałych ubytków lub posiadania ogródków przydomowych. Zabudowa ma cechy regionalne.   

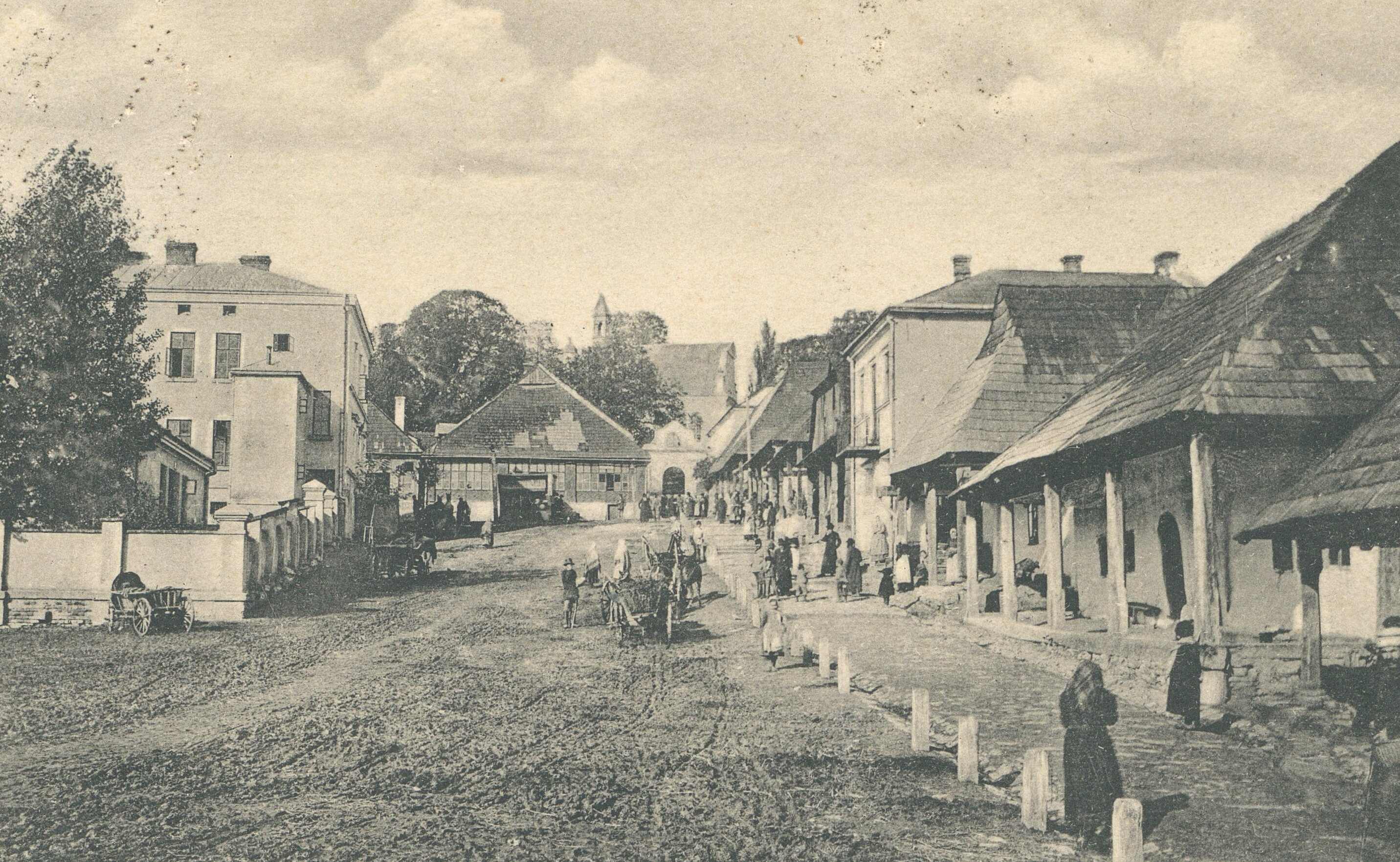
Rynek w 1908

Pruchnik ulokowano jako prywatne miasto szlacheckie w 1436. Do czasów II wojny światowej trzy pierzeje rynku, w mniejszym stopniu południowa, a przede wszystkim zachodnia i wschodnia, zabudowane były dobrze zachowanymi szczytowymi, podcieniowymi domami z drewna (prawie wszystkie konstrukcji wieńcowej; w nielicznych dłuższych obiektach zastosowano konstrukcję sumikowo-łątkową). Istniały też dwa nowe budynki murowane (także podcieniowe). Północna pierzeja już przed 1914 nie miała zabudowy podcieniowej. Podczas okupacji niemieckiej część obiektów drewnianych rozebrano (w tym dwie karczmy-zajazdy). Dachy pozostałych z nich kryją czterospadowe, naczółkowe dachy blaszane, wcześniej gontowe.   
Zabudowa rynkowa kilkakrotnie padała ofiarą pożarów. Obecna jest trzecią z rzędu od pierwszej połowy XVIII wieku. W większości pochodzi z drugiej połowy XIX wieku, ale są domy pochodzące z pierwszej połowy tego stulecia. Dom Zająców na sosrębie nosi datę 1869. Ustawienie domów, kalenicą lub szczytem do pierzei, uwarunkowane jest szerokością poszczególnych parcel budowlanych. Podcienia budynków mają wartościowe motywy zdobnicze. Ukośnie żłobkowane słupy stanowią reminiscencję ornamentyki XVIII-wiecznej. Na przykład drewniana krata rokokowa jest nawiązaniem do zdobień empor kościoła Franciszkanów w Przemyślu. Indywidualny warsztat lokalnych cieśli przejawił się w ozdobnych wykrojach desek balustrad, czy też szalowanych fasad szczytów. Cały zespół zabudowy stanowi jeden z nielicznych w kraju reliktów polskiej, małomiasteczkowej architektury drewnianej.      

## Galeria

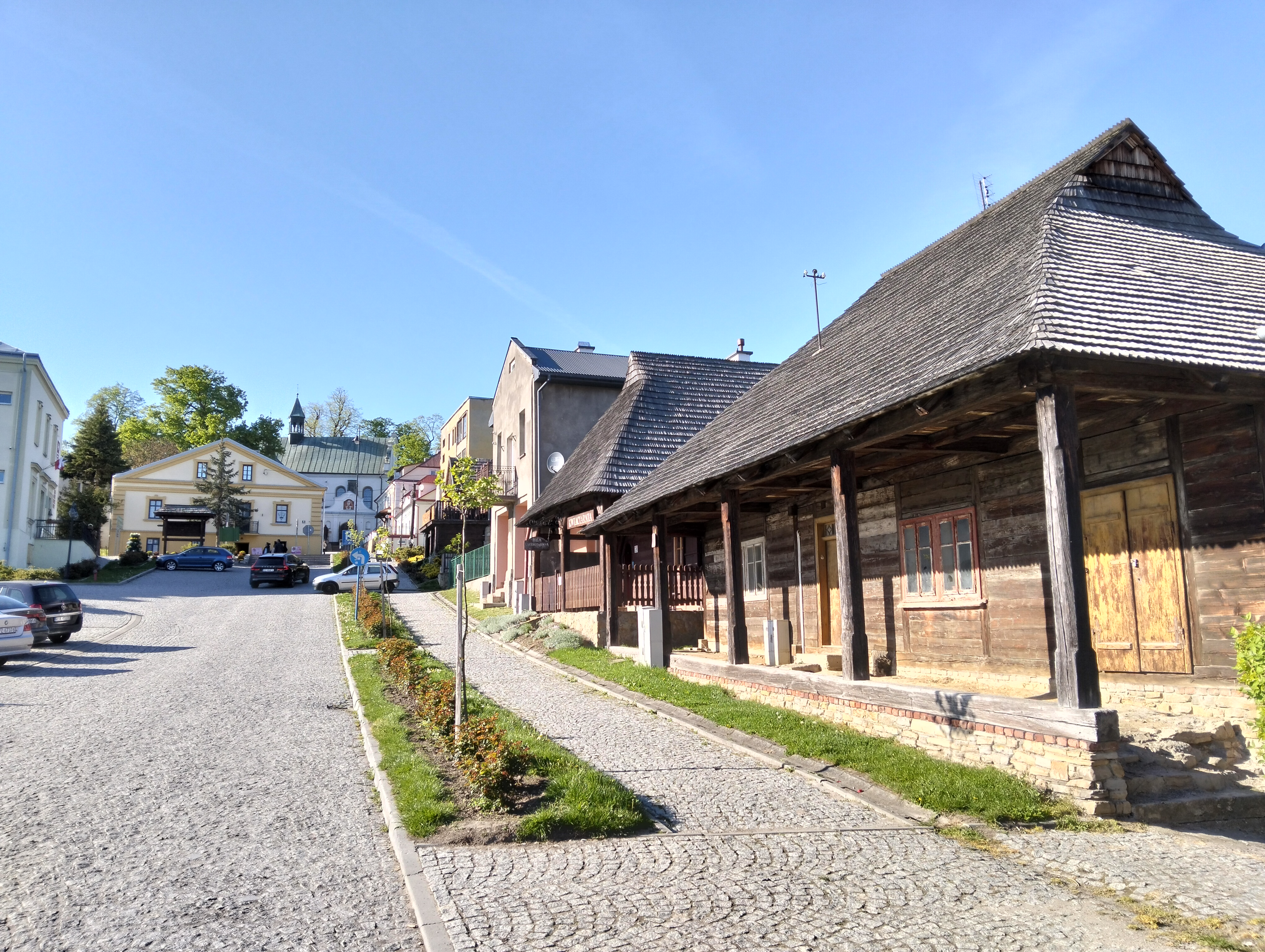
Domy podcieniowe
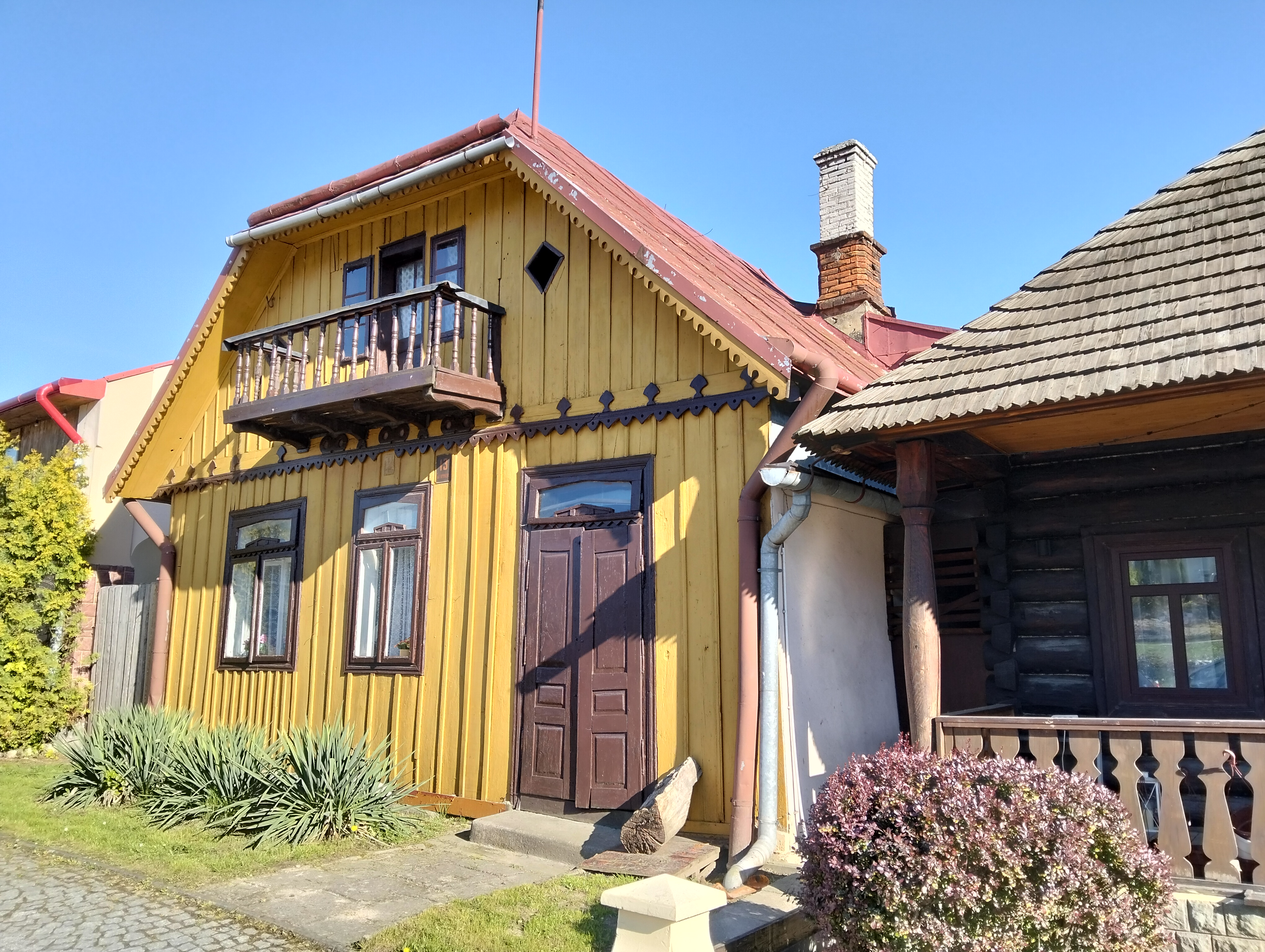
Zabudowa drewniana
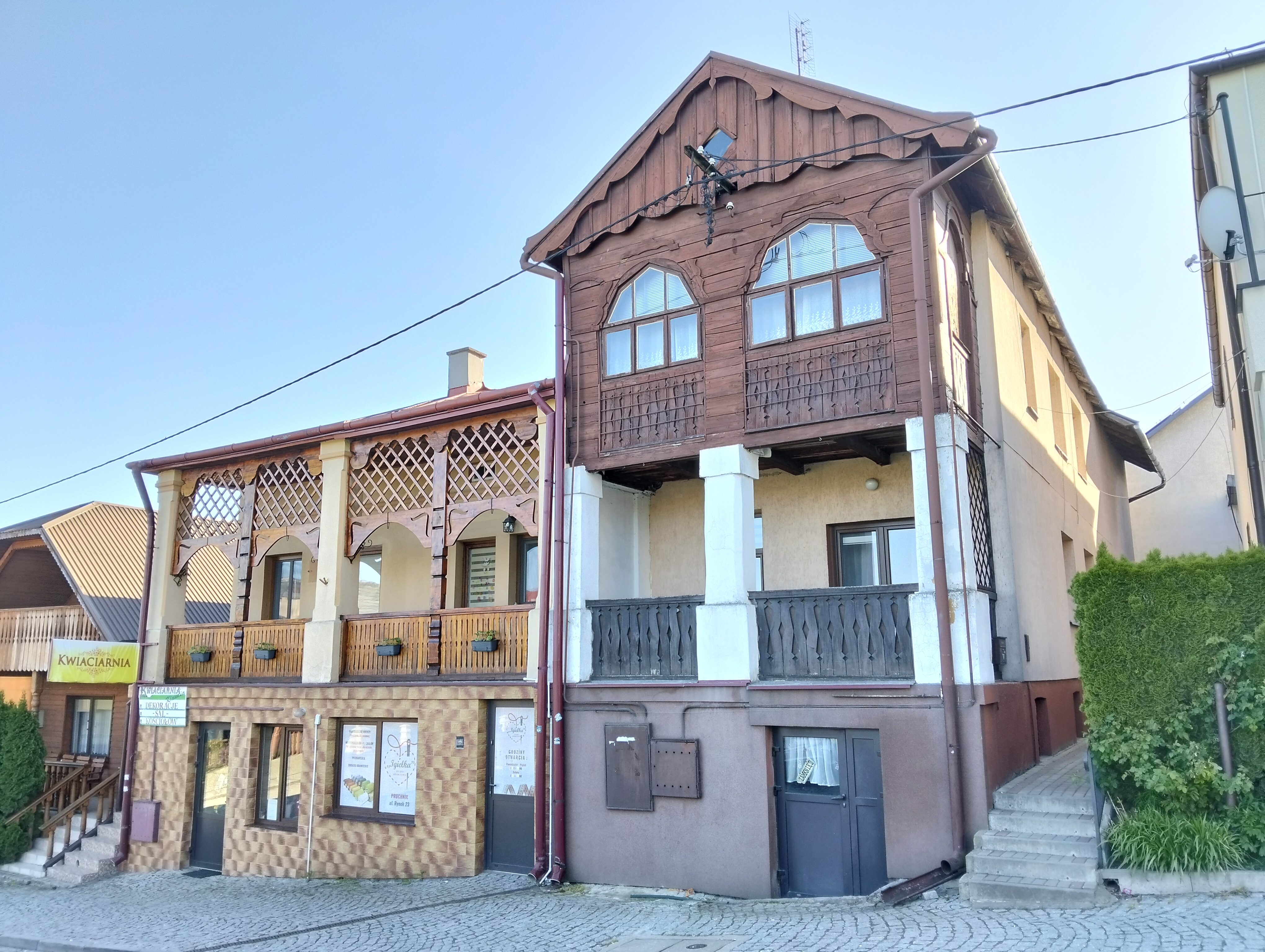
Domy z loggiami
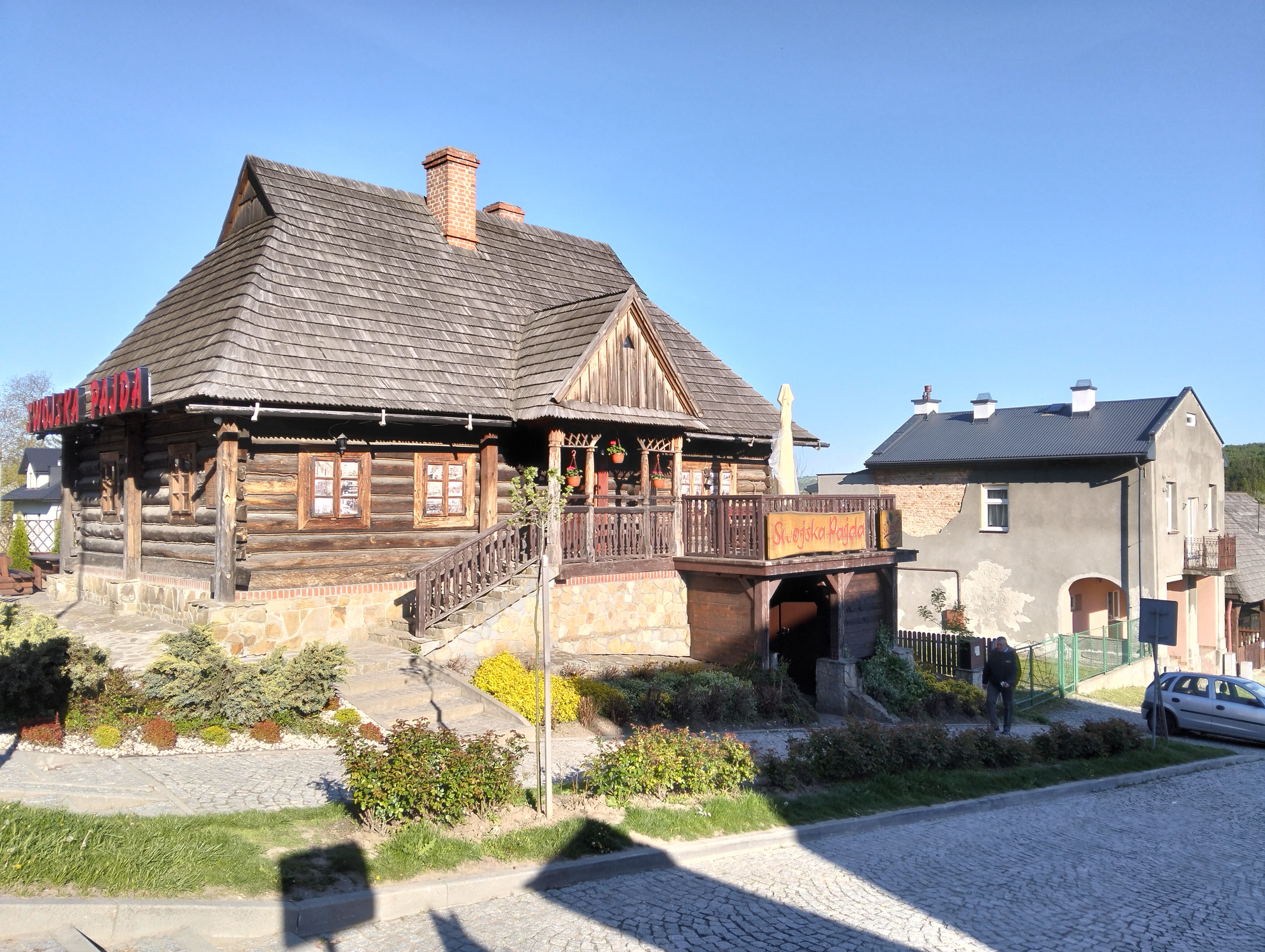
Karczma
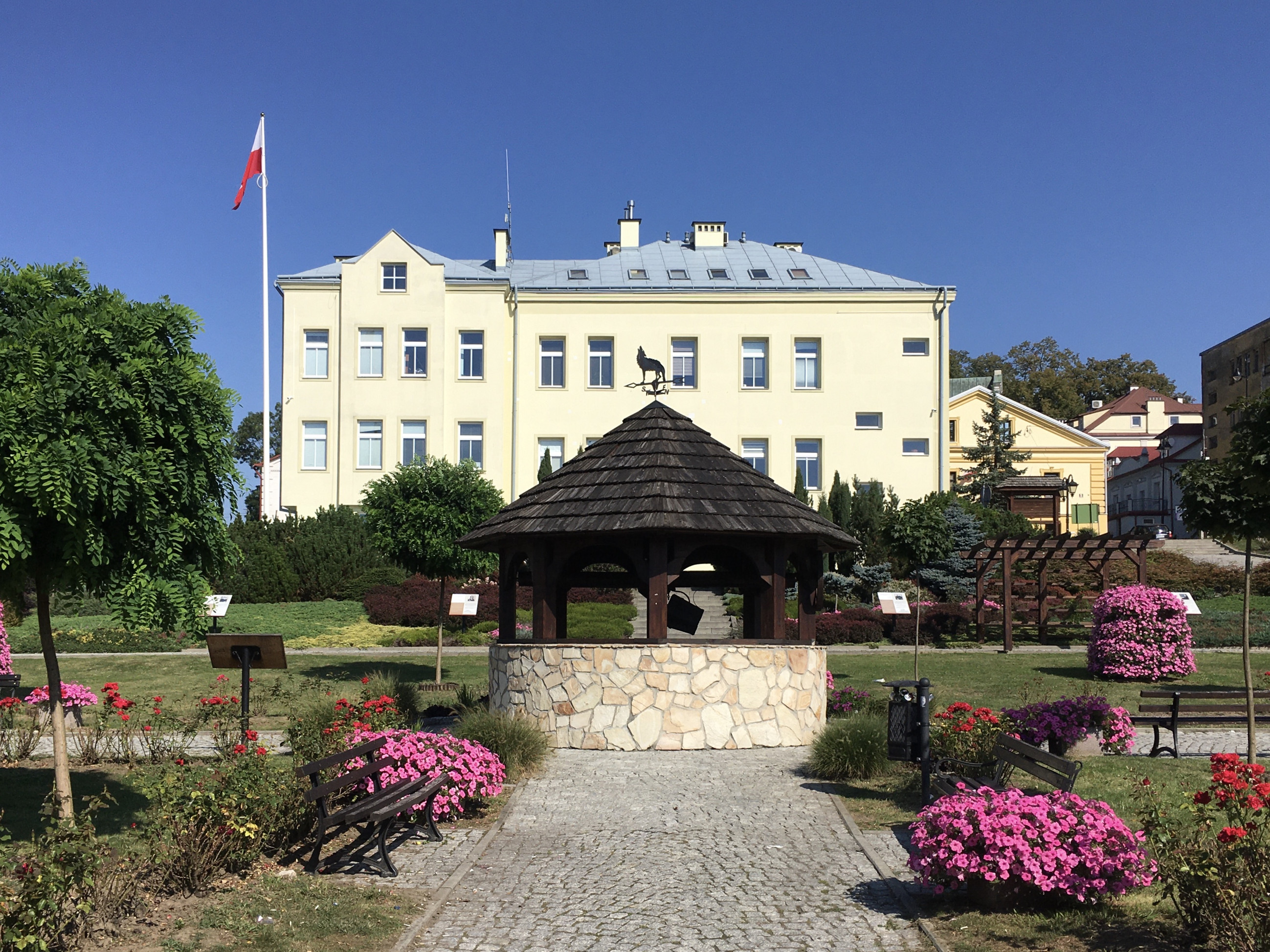
Studnia i ratusz